# Croconema ovigerum
Croconema ovigerum is een rondwormensoort. De wetenschappelijke naam van de soort is voor het eerst geldig gepubliceerd in 1976 door Ott.